# Nationaal park Kelimutu
Nationaal park Kelimutu is een park in Indonesië. Het ligt op het eiland Flores in de provincie West-Nusa Tenggara.